# Five Card Draw

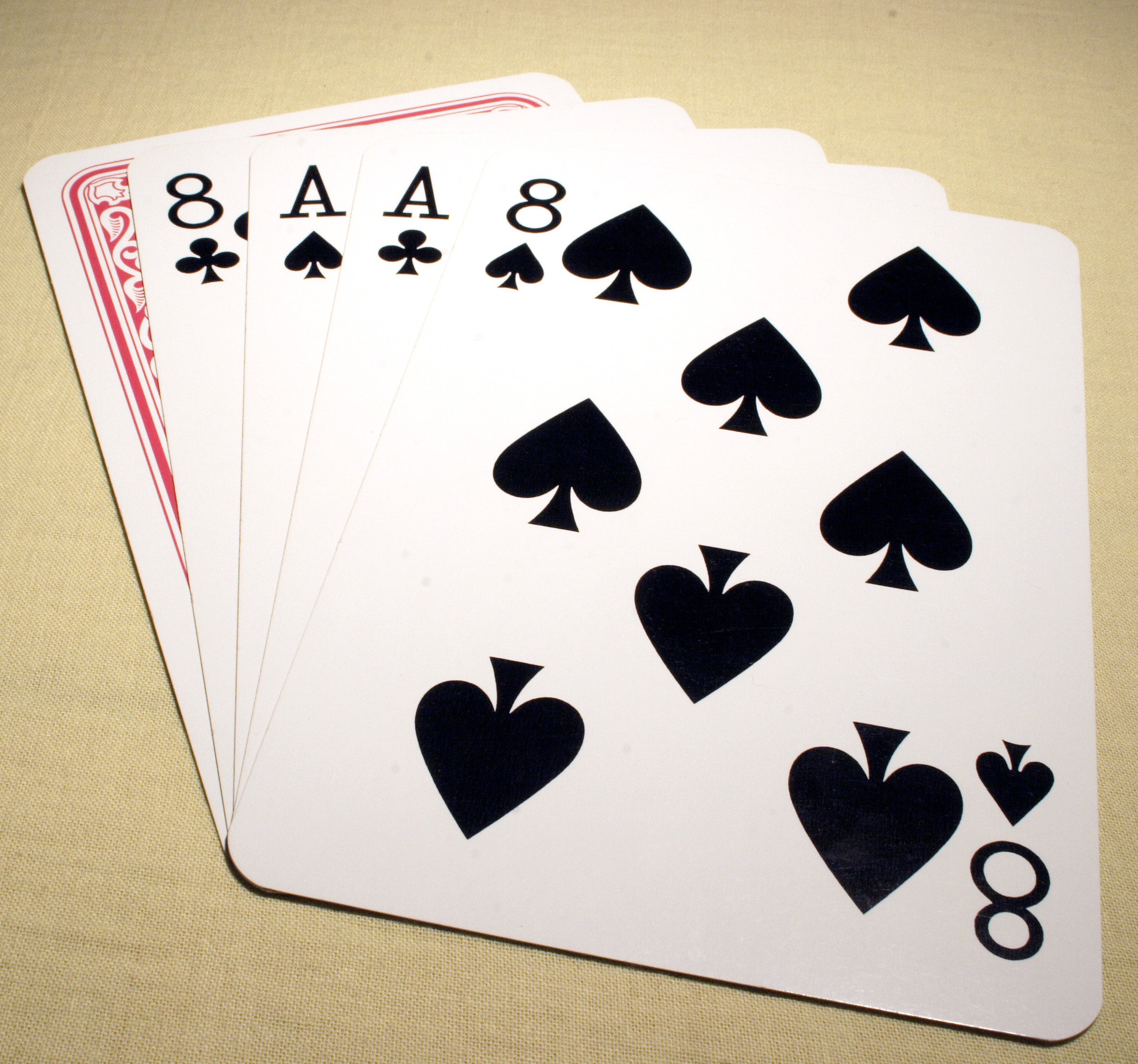
Draw Poker war die bevorzugte Pokervariante im Wilden Westen. Als Wild Bill Hickok einmal eine Hand mit Assen und Achten hielt, wurde er rücklings erschossen, seither wird dieses Blatt Dead Man’s Hand genannt.

Five Card Draw ist eine bekannte und wahrscheinlich die älteste Pokervariante. Aus ihr entwickelten sich alle heutigen Ableger des Pokerspiels. Wie der Name bereits vermuten lässt, ist die Variante dem Draw Poker zuzuordnen.

## Spielablauf

### Karten
Five Card Draw wird von zwei bis maximal sieben Personen mit einem Paket zu 52 Blatt französischer oder anglo-amerikanischer Spielkarten gespielt.
Während bei den meisten Poker-Varianten (z. B. Seven Card Stud, Five Card Stud, Texas Hold’em, Omaha Hold’em) Karten mit großen Indizes (Large Index) verwendet werden, so benutzt man diese beim Draw Poker weniger gerne, da sich die großen Indizes beim Auffächern von fünf Karten als recht unpraktisch erweisen.

### Teilen
Ein beliebiger Spieler teilt solange reihum die Karten einzeln und offen aus, bis ein Bube fällt. Wer diesen erhält, ist Geber in der ersten Runde. Nach jedem Spiel wechselt das Recht zu Geben im Uhrzeigersinn.
Vor Beginn eines Spieles zahlt jeder Spieler den festgelegten Grundeinsatz, das Ante, in den Pot. Dann erhält jeder Spieler fünf Karten einzeln und verdeckt. Die verbleibenden Karten werden verdeckt als Talon in die Mitte des Tisches gelegt.
Ziel ist es, die höchste Poker-Kombination zu erhalten, oder durch geschickte Spielweise (bluffen) die anderen Spieler zum Aufgeben zu bewegen.

### Erste Wettrunde
Nach dem Teilen erfolgt die erste Wettrunde (Betting interval). Der Spieler zur Linken des Gebers hat als erster zu sprechen, d. h., er kann entweder
- abwarten (check) und keinen Einsatz tätigen oder
- wetten (bet), d. h. innerhalb der erlaubten Grenzen (Limits) einen Einsatz in den Pot zahlen.

Wartet dieser Spieler ab, so kann der nächste Spieler ebenfalls abwarten oder wetten usw.
Sobald jedoch ein Spieler gesetzt hat, können die folgenden Spieler nur mehr entweder
- halten (call auch mitgehen) und denselben Betrag in den Pot einzahlen, oder
- erhöhen (raise) und einen höheren Betrag als der vorhergehende Spieler setzen, oder
- aussteigen (fold auch passen) – in diesem Fall legt der Spieler seine Karten verdeckt ab und gibt dieses Spiel verloren.

Falls ein oder mehrere Spieler gesetzt haben, wird die Wettrunde solange fortgesetzt, bis alle Spieler entweder
- den Einsatz gehalten haben oder
- aus dem Spiel ausgestiegen sind.

Ein Spieler darf innerhalb einer Wettrunde den Einsatz nicht zweimal in Folge steigern, es sei denn, ein anderer Spieler hätte zwischen den beiden Geboten erhöht. Wenn also ein Spieler die Runde mit einer Bet eröffnet oder einen Raise setzt und alle folgenden Spieler entweder halten oder aussteigen, so ist diese Wettrunde beendet.
Gewöhnlich darf in einer Wettrunde maximal dreimal erhöht werden. Nachdem ein Spieler eröffnet hat (bet), kann erhöht (raise), überboten (reraise) und mit einer dritten Erhöhung (cap) die Wettrunde abgeschlossen werden.

### Kartentausch
Nach der ersten Wettrunde folgt der Kartentausch (Draw). Jeder Spieler kann nun die ihm unbrauchbar erscheinenden Karten verdeckt ablegen und erhält danach die gleiche Anzahl Karten vom Talon.
Üblicherweise darf ein Spieler höchstens vier Karten tauschen, doch sollte man diese Anzahl unbedingt vor Beginn der Partie vereinbaren, da vielfach der Tausch auf höchstens drei Karten beschränkt ist, manchmal aber auch ein Tauschen aller fünf Karten erlaubt wird.
Einmal abgelegte Karten verbleiben auf dem Tisch und werden dem Talon nicht wieder hinzugefügt. Keinesfalls darf ein Spieler seine abgelegten Karten erneut aufnehmen.
Falls die Anzahl der verbleibenden Karten nicht ausreicht, um alle Spieler mit neuen Karten zu versorgen, so werden zuerst alle Karten des Talons mit Ausnahme der letzten Karte ausgeteilt, anschließend werden alle früher abgelegten Karten eingesammelt, gemischt, und es wird weiter gegeben. Die letzte Karte des Stapels darf nie gegeben werden, sie wird stets zusammen mit den abgelegten Karten gemischt.
Der Sinn dieser Regelungen ist, dass die unterste Karte des Stapels infolge einer nachlässigen Handhaltung des Kartengebers von einem Spieler erkannt werden und dieser daraus einen Vorteil ziehen könnte.

### Zweite Wettrunde
Nach dem Kartentausch folgt eine zweite Wettrunde. Der Spieler, der in der ersten Wettrunde zuletzt erhöht hat, bzw. falls keine Erhöhung stattgefunden hat, der Eröffner der ersten Wettrunde, muss als erster sprechen.
Sollten in einer Wettrunde alle bis auf einen Spieler aussteigen (fold), so gewinnt dieser verbleibende Spieler den Pot, er braucht sein Blatt nicht vorzuzeigen.

### Showdown
Sind nach der zweiten Wettrunde noch zwei oder mehr Teilnehmer im Spiel, beginnt der Show down. Der Spieler, der zuletzt erhöht hat, bzw., falls niemand erhöht hat, derjenige, der die letzte Wettrunde eröffnet hat, muss seine Hand vollständig vorzeigen.
Alle im Spiel verbliebenen Spieler können nun nacheinander ihre Gewinnberechtigung nachweisen und ebenfalls ihre Karten aufdecken.
Der Spieler mit der höchsten Hand gewinnt und erhält den Pot.
Im Falle von gleichwertigen Kombinationen wird der Pot unter den Gewinnern aufgeteilt.
Der Pot kann natürlich auch schon früher gewonnen werden, wenn in einer Runde alle Spieler bis auf einen ihre Karten ablegen und aufgeben (fold).

### Jackpots
Sehr häufig gilt die Regel, dass ein Spieler die erste Wettrunde nur dann eröffnen darf, wenn er ein Paar Buben (Jacks) oder ein höherwertiges Blatt besitzt, dieses muss er am Ende des Spieles vorweisen. (Die beim Tausch abgelegten Karten des Eröffners werden daher beiseitegelegt, damit der Eröffner, sollte er seine für das Eröffnen benötigte Kombination „zerreißen“, nachträglich beweisen kann, dass er eine zulässige Eröffnung in Händen gehalten hat.)
Wenn in einer Runde niemand eröffnet, so bleiben die Einsätze im Pot, und die Karten werden zusammengeworfen. Die Spieler zahlen wiederum ihre Grundeinsätze ein, und der Spieler zur Linken des Teilers gibt die Karten für das neue Spiel.
Der um die zusätzlichen Einsätze vermehrte Gewinntopf heißt Jack pot – diese Bezeichnung aus dem Pokerspiel ist in die Alltagssprache eingegangen (vgl. Jackpot).

### Spiel mit Joker
Gelegentlich wird mit 53 Blatt gespielt, d. h. dem Paket wird ein Joker hinzugefügt. Der Joker kann – je nach Vereinbarung – jede beliebige Karte ersetzen, oder aber nur mit folgenden Einschränkungen (vgl. Pai Gow) verwendet werden. Der Joker wird im letzteren Fall auch Bug genannt und darf nur
- zur Vervollständigung eines Straight, Flush, Straight Flush oder Royal Flush oder
- als Ass

verwendet werden.
Beim Spiel mit Joker bilden Fünf Gleiche (Five of a kind) die höchstwertige Kombination und schlagen ein Royal Flush. Wird der Joker nur als Bug verwendet, so sind Fünf Asse (Five Aces) die einzig mögliche Fünferkombination.